# Операция «Бюффель»
Операция «Бюффель» (нем. Büffel — буйвол, также «Бюффельбевегунг» — Движение буйвола и «Бюффельштеллюнг» — Позиция буйвола) — операция немецких войск во Второй мировой войне по отводу войск 9-й и части 4-й армии из Ржевского выступа, проводившаяся 1—30 марта 1943 года в ответ на наступление советских войск.
В результате проведения операции немецкое командование сократило линию фронта с 530 до 200 км и высвободило резервы, которые были использованы на других участках. При этом улучшилось и положение советских войск — окончательно была устранена угроза Московскому району и также высвобождены значительные резервы, использованные впоследствии на других участках. Окончательный вывод войск «с московского плацдарма». Отмечена особой жестокостью отступающих войск к населению: немецкий командующий В. Модель по итогам именно этой операции был объявлен военным преступником.
В советской и в современной российской историографии операция по освобождению Ржевского выступа называется Ржевско-Вяземская стратегическая наступательная операция (1943).

## Предыстория
В результате Ржевско-Вяземской операции 1942 года советских войск образовался выступ немецкого фронта шириной до 200 км и до 160 км в глубину. Линия фронта проходила западнее Белого, севернее и восточнее Ржева, западнее Юхнова, восточнее Спас-Деменска. Как немецкое, так и советское командование придавали особое значение ржевско-вяземскому выступу, рассматривая его как плацдарм для возможного повторного наступления немцев на Москву.
Неоднократные попытки советских войск ликвидировать Ржевский выступ в 1942 году не увенчались успехом (см. Ржевская битва (1942–1943)).
17 января 1943 года советские войска Калининского фронта овладели городом Великие Луки. В результате немецкие войска оказались перед угрозой окружения в Ржевском выступе. 6 февраля 1943 года, после многократных обращений командования группы армий «Центр» и начальника Генштаба генерала Цейтцлера, Гитлер разрешил отвести 9-ю и часть 4-й армии на линию Духовщина — Дорогобуж — Спас-Деменск. Сразу же началась подготовка к планомерному очищению Ржевского выступа. Окончательное решение на вывод войск было подписано 28 февраля 1943 года.
Операция получила название «Бюффель» (буйвол). Её основной целью было выровнять линию фронта и высвободить часть дивизий в качестве резерва. Ответственным за выполнение операции назначили командующего 9-й армии генерал-полковника В. Моделя.

## Подготовка к операции немецкой стороны

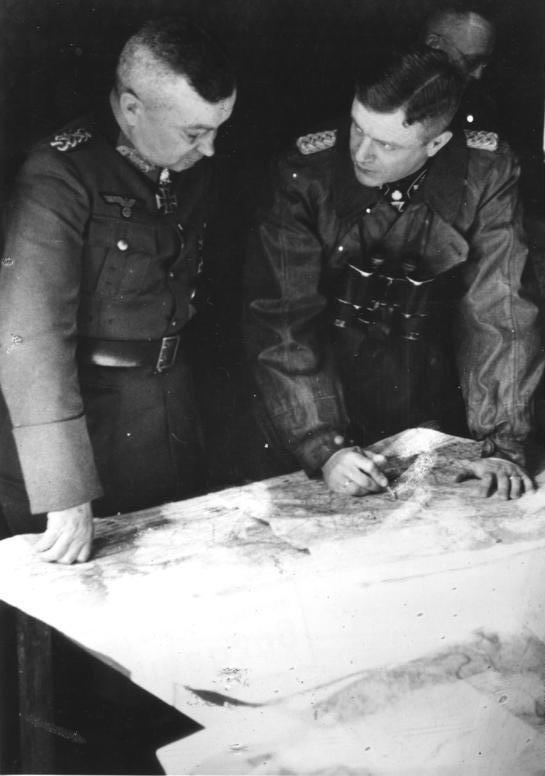
Вальтер Модель (слева)

28 февраля 1943 года Вальтер Модель назначил начало операции «Бюффель» на 19 часов 1 марта. Арьергардные отряды прикрытия должны были оставить передовую и Ржев в 18 часов 2 марта.
Согласно плану операции, в течение 4-х недель немецкие войска должны были выполнить следующие задания:
- Разработать план отступления отдельных корпусов.
- Построить позади новую линию обороны.
- Оборудовать для отступления отдельные оборонительные рубежи.
- Построить новую 200-километровую дорогу для автомобилей и 600-километровую — для саней и гужевого транспорта.
- Эвакуировать хозяйственное добро (скот, запасы урожая, инструменты и т. п.) и боевую технику (железной дорогой — более 100 000 тонн груза, транспортными колоннами — 10 000 тонн).
- Очистить армейский район более 100 км в глубину.
- Свернуть 1000 км железнодорожного пути и 1300 км проводов, проложить 450 км кабельных линий.
- Отвести за новую линию обороны 60 000 гражданских лиц.

### Военные преступления
Подготовительный этап проводился в режиме секретности. Загрузка в железнодорожные вагоны эвакуируемой техники и гражданских лиц происходили, как правило, ночью. Артиллерийское вооружение, которое невозможно было перевезти с помощью лошадей или тракторов, доставляли на новые позиции по железной дороге, для экономии места в железнодорожных вагонах его грузили в разобранном состоянии.
На передовой оставили лишь трофейное оружие, которое должно было быть уничтожено во время отступления. Кроме того, минированию и уничтожению подлежал любой гражданский или военный объект, который не мог быть вывезен. В Вязьме немцы заминировали всё, кроме немецкого военного кладбища в центре города. Были разрушены все мосты, повреждены телеграфные столбы, баки, цистерны и бочки на нефтебазе, стрелки на железнодорожных путях, стыки рельсов, семафоры.
Командующий 9-й армии генерал-фельдмаршал Вальтер Модель приказал:
- эвакуировать всё мужское население Ржевского выступа призывного возраста
- конфисковать все запасы продовольствия
- отравить колодцы
- сжечь дотла многие деревни

Отдельным этапом в проведении операции была эвакуация гражданского населения. Немецкий генерал Ф. В. фон Меллентин в книге «Танковые сражения 1939—1945 годов» утверждал о добровольном оставлении Ржева большинством местных жителей:
Наиболее серьёзной проблемой оказалась эвакуация гражданского населения, поскольку при проведении операции «Буйвол» всё население, старые и малые, здоровые и больные, крестьяне и горожане, все настаивали на эвакуации, так силён был ужас перед солдатами и комиссарами их собственной страны
Советская и современная российская историография отвергает возможность добровольной эвакуации местных жителей. Гражданское население могло быть выведено с территории Ржевского выступления для командировки на принудительные работы и во избежание диверсий на стадии подготовки и проведения операции «Бюффель»:
На мероприятие отправляли, якобы по собственному желанию, тысячи мирных жителей
Во время операции «Бюффель» карательные акции проходили особенно бесчеловечно. Перед началом отступления началась масштабная противопартизанская операция, которая сразу превратилась в террор против местного населения.
Рассказывает Ханц Вайгель ефрейтор 4-й танковой дивизии:
```
«… наш патруль задержал старика и 6-летнего мальчика с запасом соли и картошки. Они сказали, что собирались ловить рыбу… Но думали наверняка что-то иное, доставить продукты партизанам. Мы не стали долго держать их и почти сразу отпустили. На небеса.
```

Уже в ходе операции варварские убийства мирных жителей продолжалось. Так, 8 марта 1943 года была уничтожена деревня Колодезки в Тёмкинском районе Смоленской области, все её жители — 93 человека, в том числе 24 малолетних ребёнка и младенцев — заживо сожжены в одном из домов (чудом спаслись три девочки). Тогда же почти полностью истреблено население в соседних деревнях Дорофеево, Долженки, Замыцкое.
Современный американский исследователь Стивен Ньютон так описывает «антипартизанские» приготовления немецкого командования:
Одновременно 9-я армия развернула антипартизанские операции. Хотя при первом взгляде на карту Ржевский выступ буквально кишел немецкими войсками, на самом деле в лесистых и болотистых районах скрывалось большое количество солдат Красной Армии, отрезанных от своих частей во время различных советских наступлений. В феврале разведка 9-й армии сообщила, что не менее 12 000 советских солдат могут атаковать отступающие колонны. Поэтому XXXIX танковому корпусу было приказано провести 2-недельную зачистку района с участием кавалерийской дивизии СС, частей четырёх других фронтовых дивизий и различных мелких подразделений СС, полиции и русских добровольцев. Согласно последним рапортам было уничтожено около 3000 партизан, во всяком случае именно столько было найдено трупов в районах боёв. Но эти рапорты вскользь замечали, что партизаны не были вооружены. На 3000 убитых русских пришлось 277 найденных винтовок, 41 пистолет, 61 пулемёт, 17 миномётов, 9 противотанковых ружей и 16 малокалиберных пушек… 

Такая жестокость была довольно обычной для немецких антипартизанских операций, но во время операции «Буффель» дела приняли новый оборот. Вероятно, вспомнив опыт Первой мировой войны, когда германская армия отходила на линию Гинденбурга, Модель лично приказал эвакуировать всё мужское население Ржевского выступа (по крайней мере тех, кого могли призвать в Красную Армию), конфисковать все запасы продовольствия, отравить колодцы и сжечь дотла многие деревни. Именно эти приказы, а также жестокий характер антипартизанских действий привели к тому, что Советский Союз объявил Вальтера Моделя военным преступником.
Советская разведка установила подготовку к отводу немецких войск к 19 февраля. К 23 февраля командование фронтов отдало приказания командующим армиями о подготовке к преследованию.

## Ход операции
Советское командование планировало «подрезать» Ржевский выступ, провести окружение и уничтожение основных сил группы армий «Центр». Ещё 6 февраля 1943 года Ставка ВГК издала директиву № 30043 о подготовке наступления на центральном участке советско-германского фронта
```
«с целью … выхода в тыл Ржевско-Вяземско-Брянской группировки противника …»
```

18 февраля работы по отступлению немецких войск обнаружила разведка Западного, а 23 февраля — Калининского фронтов. В донесениях говорилось, что отдельные группы противника отходят в западном направлении, часть артиллерии подтягивается ближе к дорогам, а часть блиндажей, мостов, зданий и железнодорожное полотно готовятся к подрыву.
01.03.1943 германские войска начали операцию «Бюффель». В 19 часов основная часть войск отошла на подготовленные позиции, в Ржеве остались только отряды прикрытия, которые покинули город в 18 часов 02.03.1943. Накануне ухода немецкие сапёры взорвали мост через Волгу. Между штабом Гитлера и подрывной командой была организована телефонная связь, поскольку Гитлер лично хотел услышать взрыв моста.
Несмотря на это, советское командование отреагировало на отступление частей Вермахта с позиций с опозданием. Командующий 30-й армией В. Я. Колпакчи, получив разведывательные данные об отходе немецких войск, отдал приказ о переходе армии в наступление лишь в 14:30 2 марта.
Уже к концу дня 2 марта, получив информацию о ходе сражения, Верховный Главнокомандующий И. В. Сталин выразил своё недовольство командованию фронтов, отметив в своей директиве, что «преследование отходящего врага проводится вяло и нерешительно». Он потребовал немедленно принять меры к энергичному преследованию, создать подвижные отряды из разных родов войск во главе с инициативными командирами и направить их в тыл врага для перехвата путей отхода, вести сражение не по плану немецкого отхода, а по плану наступления советских войск. В 17:15 того же дня появилась директива Ставки ВГК № 30062, в которой войскам Калининского и Западного фронтов предписывалось немедленно принять меры по преследованию отступающих войск противника.
Утром 03.03.1943 советские войска вошли в город Ржев. В сообщении Совинформбюро от 3 марта это событие было представлено таким образом:
Несколько дней назад наши войска начали решительный штурм города Ржев. Немцы давно уже превратили город и подступы к нему в сильно укреплённый район. Сегодня, 3 марта, после длительного и ожесточённого боя наши войска овладели Ржевом …
04.03.1943 советские войска взяли под контроль Оленино.
05.03.1943 войска вермахта достигли оборонительного рубежа Сычевка — Белый и удерживали его до 07.03.1943. В лесах у Сычевки немцы натолкнулись на активное сопротивление партизанских отрядов, которые обстреливали арьергардные части и автоколонны армии отступающих немцев, а также повреждали их телефонные линии связи. В ходе операции по отходу немецкие войска оставили: 08.03.1943 — Сычевку, 10.03.1943 — Белый, 12.03.1943 — Вязьму, которыми с немецким отходом последовательно овладели советские войска, освободив: 05.03.1943 — Гжатск, 08.03.1943 — Сычёвку, 10.03.1943 — Белый, и 12.03.1943 — Вязьму.

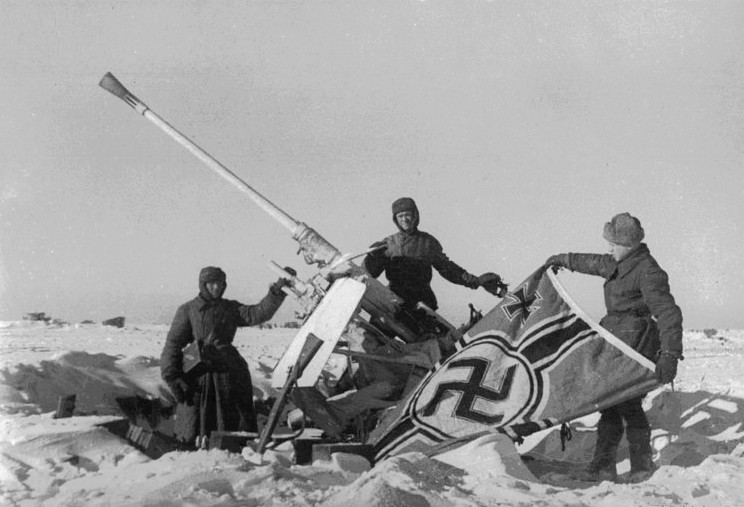
Бойцы Западного фронта с трофейным знаменем у брошенного зенитного орудия. Район Гжатска, март 1943 г.

Преследование Красной Армией войск противника осложнялось заблаговременными хорошо оборудованными оборонительными позициями, минными полями и разрушенными отступающими окупантами коммуникациями: частям Красной Армии удавалось преодолевать только по 6-7 км в сутки. С середины марта началась оттепель, и продвижение ещё более замедлилось.
По состоянию на 14 марта большая часть немецких воинских соединений уже была выведена на позицию «Бюффель». 30.03.1943 эвакуация немецких войск из Ржевского выступа была завершена. за всё время операции советскому командованию так и не удалось вырвать инициативу из рук противника, окружить и разгромить даже не всю немецкую группировку в Ржевском выступе, но и хотя бы её отдельные части. Фактически советские войска двигались следом за противником и занимали только то, что он оставлял, а попытки прорыва заранее подготовленных многочисленных промежуточных рубежей обороны при отставании артиллерии и танков силами одной пехоты вели только к большим потерям. Использовать многочисленный перевес в живой силе советскому командованию не удалось.
Во второй половине марта войска Западного фронта попытались отрезать немецкие войска от орловско-брянской группировки, но немцы успешно отразили попытки 1-го и 5-го танковых корпусов Красной Армии окружить их в районе Спас-Деменска и Ельни. После нескольких дней боёв, потеряв 132 танка, 1-й и 5-й танковые корпуса Красной Армии прекратили атаки.
22.03.1943 советские войска вышли на рубеж Духовщина — Дорогобуж — Спас-Деменск, на котором закрепились войска группы армий «Центр». Новая линия обороны была обеспечена проволочными заграждениями и минными полями, усилена огневыми точками и блиндажами. Попытка прорвать её привела только к новым потерям. Встретив активное сопротивление и вследствие сокращения подвоза боеприпасов и продовольствия из-за отрыва от своих баз снабжения, Красная Армия была вынуждена прекратить наступление. Советская историография датирует окончание Ржевско-Вяземской операции 31.03.1943.

## Результаты операции «Бюффель»
В результате операции был ликвидирован Ржевский выступ, а вместе с ним возможность окружения немецкой 9-й армии советскими войсками. Линия фронта сократилась с 530 до 200 км.
Вермахт высвободил для дальнейшего использования на других направлениях следующие резервы:
- 1 штаб армии,
- 4 корпусных штаба,
- 15 пехотных дивизий,
- 2 моторизованные дивизии,
- 3 танковые дивизии,
- 1 кавалерийскую дивизию СС[16].

Все объекты военного значения (мосты, вокзалы, водонапорные башни, железнодорожные пути, автострады) были разрушены.
Стивен Ньютон отмечает:
Силы, высвободившиеся в результате операции «Буффель», а также дивизии, переброшенные в Россию из Франции за последние 2 месяца, почти компенсировали потерю 6-й армии в Сталинграде. У Гитлера и ОКХ появилась возможность (в последний раз в этой войне) попытаться перехватить инициативу, начав наступление.
Таким образом, оставление московского плацдарма создавало предпосылки для нового наступления немецких войск на Юго-Восток (см. далее Курская битва).
Советское командование также смогло вывести в резерв часть своих войск — 22-ю армию, 41-ю армию, один механизированный корпус. В результате Ржевско-Вяземской операции советские войска освободили города Ржев, Гжатск, Сычёвка, Белый, Вязьма, а противник отошёл от Москвы на 100—120 км. В то же время в попытках сорвать планомерный немецкий отход в боях с немецкими частями прикрытия на заранее подготовленных рубежах советские войска понесли тяжёлые потери: 38 862 человек — безвозвратные, 99 715 — санитарные, всего — 138 577 человек.
В современной российской военной науке ход операции оценивается весьма критически: 

Ржевско-Вяземская операция характерна низкими темпами наступления войск, действия которых свелись к фронтальному продвижению вслед за отходившим противником. Это обусловлено тем, что советское командование, зная заблаговременно о подготовке отвода немецких войск, при планировании и организации операции не приняло должных мер по смелому массированию сил и средств для создания сильных ударных группировок с обеих сторон основания выступа, чтобы встречными ударами перехватить пути отхода вражеских соединений и не допустить занятия ими подготовленного рубежа. Командиры тактического звена не проявили должной инициативы и настойчивости для выхода в тыл противника— Военная энциклопедия. — М., Военное издательство, 2003. — Том 7: «Прод» — «Таджикистан». — С. 232.
Оставление немецкими войсками Ржевского выступа и освобождение Ржева советскими войсками завершило Ржевскую битву — одну из самых кровопролитных битв Великой Отечественной войны.